# Rhaebo blombergi
Bufo blombergi és una espècie d'amfibi que viu a Colòmbia i a l'Equador.
Està amenaçada d'extinció per la pèrdua del seu hàbitat natural.